# Yunus Mallı
Yunus Mallı (Kassel, 1992. február 24. –) török származású német labdarúgó, a Trabzonspor játékosa.